# Ризарис, Мантос
Мантос Ризарис (греч.  Μάνθος Ριζάρης; 1764, Монодендрион — 1824, Москва) — греческий предприниматель, меценат, и революционер XIX века.

## Биография
Мантос Ризарис родился в эпирской деревне Монодендри, одной из деревень федерации Загорохо́рья 
Ризарис рано осиротел, после чего был отправлен родственниками в Москву, где жил и работал у своего дяди купца. Впоследствии начал своё дело и быстро нажил себе большое состояние. В 1806 году вызвал в Москву своего брата Георгия, с которым продолжил свою успешную коммерческую деятельность. 
В 1814 году, на территории Российской империи, в Одессе, была создана тайная греческая революционная организация, Филики Этерия, поставившая своей целью освободить греческие земли от османского ига. 
Согласно советскому и греческому историку К. Авгитидису, в том же 1814 году, Ризарис отклонил предложение одного из трёх основателей Этерии, Николаоса Скуфаса, стать членом только что созданной организации:155
Однако через три года, в 1817 году, в Москве, Ризарис был посвящён в Этерию греческим купцом Николасом Падзимадисом:А-263. 
При этом Ризарису был дан подпольный псевдоним «Готовый» (Πρόθυμος). 
В июне 1820 года, когда Этерию уже возглавил российский генерал и бывший адъютант императора Александра I, Александр Ипсиланти(с), гетеристы приняли в Москве решение создать “Кассу” для осуществления начала восстания. 
Мантос Ризарис вручил Ипсиланти 30 тысяч рублей, что согласно Д. Фотиадису было “одним из первых и самых щедрых пожертвований” Этерии:А-351. Однако надежды гетеристов что им удастся собрать на начальные нужды войны до 10 миллионов рублей не сбылись. 
Несмотря на то что, с началом военных действий гетеристов в Дунайских княжествах и согласно директиве Священного союза о незыблемости монархий, российский император установил жёсткий нейтралитет в отношении греческих повстанцев, который прерывая поток добровольцев из числа греков России и снабжения в действительности способствовал османским властям в подавлении восстания, Ризарис не прекратил поддержку гетеристов. 
Он продолжил поддержку восставшей Греции вплоть до своей смерти. Сумма финансовой помощи Ризариса восставшим грекам оценивается в 50 тысяч рублей. Он также оказывал помощь греческим семьям потерявшим своих кормильцев и сиротам. 
Мантос Ризарис умер в 1824 году в Москве. Похоронен в некрополе Донского монастыря под именем Ризарий Матвей Родионович. 
Коммерческую, благотворительную и революционную деятельность Мантоса Ризариса продолжил его брат Георгий, который перенёс центр деятельности компании Ризарисов из Москвы в Одессу. 
Георгий осуществил благотворительские планы Мантоса в отношении освобождающейся Греции создал благотворительский Фонд Ризарисов и положил начало созданию в Афинах Ризарийской богословской школы. 
В 1921 году, примерно через сто лет после смерти Мантоса Ризариса и всего через восемь лет после освобождения Эпира греческой армией, в Монодендри была установлена стела памяти Мантоса Ризариса, работы видного греческого скульптора Фокиона Рок (1891-1945).